# Yesterwynde
Yesterwynde é o décimo álbum de estúdio da banda finlandesa de metal sinfônico Nightwish, a ser lançado em 20 de setembro de 2024 através da Nuclear Blast.
Será o primeiro álbum desde Wishmaster (2000) a não contar com a participação do baixista e vocalista Marko Hietala, que deixou a banda em janeiro de 2021, sendo também o primeiro trabalho em estúdio do grupo com o seu sucessor Jukka Koskinen. Não haverá uma turnê promocional para este disco no entanto, uma vez que a banda anunciou que entraria em um período de hiato dos palcos por tempo indeterminado.
As informações do título do álbum, capa e lista de faixas foram divulgadas em 30 de abril de 2024, e o primeiro single intitulado "Perfume of the Timeless" foi lançado em 21 de maio do mesmo ano.

## Antecedentes

### Produção
Holopainen começou a esboçar ideias para o próximo álbum do Nightwish em março e abril de 2021, enquanto também se envolvia com seus projetos paralelos Auri e Darkwoods My Betrothed.  Ele confirmou que a banda havia reservado um estúdio para o próximo álbum, programado para três meses no verão de 2023 no acampamento Röskö. Em março de 2022, Holopainen entrou no estúdio para escrever demos para o próximo álbum do Nightwish, que foram concluídas mais tarde em junho de 2022.
Depois que a banda ouviu as demos, Jansen, que na época estava trabalhando em seu primeiro álbum solo, Paragon, declarou em 10 de junho de 2022 que, embora o som característico da banda permanecesse intacto, o álbum tomaria uma direção mais pesada. Holopainen confirmou mais tarde que o próximo álbum serviria tanto como uma continuação de Human. :II: Nature quanto como a terceira e última parte de uma trilogia que começou com Endless Forms Most Beautiful. Depois de concluir as demos em julho em um local não revelado, a banda começou a gravar o álbum em agosto. O baterista Kai Hahto confirmou mais tarde que havia terminado de gravar a bateria de oito músicas. A banda concluiu a gravação de seus instrumentos em setembro de 2023, com os arranjos orquestrais concluídos no mês seguinte. As sessões de gravação foram concluídas no final de novembro de 2023. A mixagem e a masterização começaram no Finnvox Studios em janeiro de 2024,  e foram concluídas no final de fevereiro.

## Lançamento e promoção
O título do álbum foi anunciado em 30 de abril de 2024, juntamente com uma data de lançamento de 20 de setembro de 2024. O primeiro single do álbum, intitulado “Perfume of the Timeless”, foi lançado em 21 de maio de 2024. O segundo single, intitulado “The Day of...”, foi lançado em 8 de agosto de 2024. O terceiro e último single, “An Ocean of Strange Islands”, foi lançado em 10 de setembro de 2024. Um videoclipe para a música “Lanternlight” foi lançado em 20 de setembro de 2024, no mesmo dia em que o álbum foi lançado. Um lyric video para a faixa-título do álbum foi lançado em 13 de janeiro de 2025.
Não houve nenhuma turnê planejada para apoiar o álbum, pois a banda iniciou um hiato de turnês após o lançamento, que Hahto declarou que duraria “dois ou três anos”.

## Faixas
Todas as letras escritas por Tuomas Holopainen. 
| N.º            | Título                          | Música         | Duração |  |
| 1.             | "Yesterwynde"                   |                | 2:43    |  |
| 2.             | "An Ocean of Strange Islands"   |                | 9:26    |  |
| 3.             | "The Antikythe Mechanism"       |                | 5:55    |  |
| 4.             | "The Day of..."                 |                | 4:34    |  |
| 5.             | "Perfume of the Timeless"       |                | 8:11    |  |
| 6.             | "Sway"                          |                | 4:23    |  |
| 7.             | "The Children of 'Ata"          |                | 5:37    |  |
| 8.             | "Something Whispered Follow Me" |                | 6:39    |  |
| 9.             | "Spider Silk"                   |                | 6:26    |  |
| 10.            | "Hiraeth"                       |                | 6:14    |  |
| 11.            | "The Weave"                     |                | 4:53    |  |
| 12.            | "Lanternlight"                  |                | 6:06    |  |
| Duração total: | Duração total:                  | Duração total: | 71:07   |  |

## Créditos
Banda
- Tuomas Holopainen – teclado, sintetizadores
- Emppu Vuorinen – guitarra
- Troy Donockley – gaita irlandesa, tin whistle, bouzouki, guitarra, violão, vocais
- Floor Jansen – vocais
- Kai Hahto – bateria
- Jukka Koskinen – baixo

## Desempenho nas paradas
| Parada (2024)                             | Melhor posiçao |
| ----------------------------------------- | -------------- |
| Alemanha (Offizielle Deutsche Charts)     | 2              |
| Áustria (Ö3 Austria Top 40)               | 2              |
| Bélgica (Ultratop Flandres)               | 12             |
| Bélgica (Ultratop Valônia)                | 17             |
| Países Baixos (Dutch Charts)              | 4              |
| Finlândia (Suomen virallinen lista)       | 1              |
| French Albums (SNEP)                      | 15             |
| Hungarian Physical Albums (MAHASZ)        | 22             |
| Italian Albums (FIMI)                     | 47             |
| Japão (Oricon)                            | 50             |
| Japanese Hot Albums (Billboard Japan)     | 59             |
| Polónia (ZPAV)                            | 10             |
| Portugal (AFP)                            | 15             |
| Escócia (Official Scottish Albums)        | 6              |
| Swedish Albums (Sverigetopplistan)        | 6              |
| Reino Unido (Official Albums Chart)       | 20             |
| Reino Unido (UK Independent Albums Chart) | 3              |
| Reino Unido (UK Rock & Metal Albums)      | 1              |